# 強縮
強縮（きょうしゅく、英:tetanus, tetanic contraction, tetany）とは反復刺激により単収縮が連続して発生する現象。刺激と刺激の間に弛緩が生じないものを完全強縮、不完全ではあるが弛緩が生じるものを不完全強縮と呼ぶ。前の単収縮が終わらない間に次の刺激が加えられると2つの単収縮が重なり、単収縮よりも張力が強くなる。これを収縮の加重と呼ぶ。